# 布赖恩·约瑟夫森
布赖恩·约瑟夫森（英語：Brian Josephson，1940年1月4日—），英国物理学家，犹太人，生于威尔士卡地夫。
他在22岁讀博士时提出约瑟夫森效应的概念，并因此貢獻獲得1973年的诺贝尔物理学奖。他於2007年秋天从剑桥大学物理系退休。